# Hayashi Teiu
Hayashi Teiu est un nom japonais traditionnel ; le nom de famille (ou le nom d'école), Hayashi, précède donc le prénom (ou le nom d'artiste).
Hayashi Teiu (林 檉宇), né le 5 juillet 1793 et décédé à l'âge de 53 ans le 22 janvier 1847, est un lettré néo-confucéen, administrateur du système des hautes études du shogunat Tokugawa durant l'époque d'Edo. Il fait partie des lettrés confucéens du clan Hayashi.
Il est éduqué par Satō Itsusai et Matsuzaki Kōdō (ja). En 1838, il devient daigaku-no-kami, chef du système éducatif national.